# NGC 7824
NGC 7824 este o galaxie situată în constelația Peștii. A fost descoperită în 25 septembrie 1830 de către John Herschel. Se află la o distanță de 105,68 megaparseci de Pământ.